# Can Saladrigas (Santa Coloma de Gramenet)
Can Saladrigas és un edifici modernista de Santa Coloma de Gramenet (Barcelonès) protegit com a bé cultural d'interès local.

## Descripció
És un edifici entre mitgeres, de planta baixa i pis, amb un afegit respectuós amb la façana preexistent, dels voltants de 1970. El més interessant és la façana, de composició simètrica, coronada per un fris de ceràmica seriada i protegida per un ràfec sortint amb bigues de fusta. A la planta baixa hi ha instal·lada una carnisseria.